# Terra Nostra
Terra Nostra (tạm dịch: Miền đất của chúng ta) là một bộ phim truyền hình thuộc thể loại telenovela của hãng truyền hình Rede Globo.

## Nội dung

### Cốt truyện
Terra Nostra diễn ra ở Brazil giữa cuối thế kỷ XIX và đầu thế kỷ XX. Bộ phim lịch sử này kể về câu chuyện của những người nhập cư Ý. Nó tập trung vào mối quan hệ của Giuliana Esplendore (Ana Paula Arosío) và Matteo Batistela (Thiago Lacerda), những người gặp nhau trong chuyến đi đến Brazil. Hầu hết câu chuyện diễn ra trong một trang trại cà phê ở São Paulo.
Giuliana và Matteo ngay lập tức yêu nhau và lên kế hoạch cho một cuộc sống cùng nhau. Thật không may, số phận và một số người không có kế hoạch theo cách đó. Một loạt các rủi ro xảy ra với các cặp vợ chồng và giữ họ cách xa nhau. Cuối cùng khi họ đoàn tụ, hành vi của họ không chỉ ảnh hưởng đến cuộc sống của họ, mà cả những người khác họ gặp trên đường đi.
Sau khi lắp ghép, Giuliana và Matteo bị lạc và đi theo những con đường khác nhau. Cô được chào đón bởi Francesco (Raul Cortez), một người bạn triệu phú ngân hàng của cha mẹ quá cố của anh. Francesco kết hôn với Janet, một người phụ nữ kiêu hãnh và kiêu ngạo, đồng thời là cha của Mark Antony, một người hoạt bát.
Trong khi đó, Matteo làm việc tại trang trại Gumercindo (Antonio Fagundes), một nam tước ở trại cà phê đã kết hôn với Maria do Socorro. Trong khi ông là một người cha yêu thương con gái Angélica, ông lại tàn nhẫn với cô con gái khác của mình, Rosana (Carolina Kasting).
Marco Antonio, một người nhập cư Ý khác, yêu Giuliana điên cuồng, người từ chối anh ta trong quyết tâm tìm người yêu cũ của cô, Matteo. Tuy nhiên, khi cô phát hiện ra Matteo đang mong đợi một đứa con trai, Marco Antonio ở đó nhìn thấy cơ hội được ở bên cô. Marco yêu cầu Giuliana kết hôn với anh ta và trong nỗi sợ hãi, cô chấp nhận.
Trong khi đó, tại trang trại của Gumercindo, bùa mê của Matteo là Angélica và Rosana. Trong khi Angélica là một cô gái nhút nhát, Rosana lại bốc đồng và có cá tính mạnh mẽ. Rosana theo đuổi Matteo mặc dù liên tục bị anh ta từ chối. Tuy nhiên, để buộc Matteo kết hôn với mình, Rosana đã quyến rũ Matteo và làm tình với anh ta. Để Angélica Angelica tham gia tu viện, Gumercindo chấp nhận lời cầu hôn của Augusto, một chàng trai trẻ có ước mơ trở thành chính trị gia.
Tuy nhiên, Augusto vẫn duy trì mối quan hệ tình cảm với Paola, một phụ nữ người Ý xinh đẹp và nóng bỏng, người đã đến cùng một con tàu mà Matteo và Giuliana có. Anacleto, cha cô, buộc Augusto kết hôn với Angélica và mua nhà cho cặp vợ chồng ở São Paulo. Sau đó Angélica và Augusto chuyển đến São Paulo và Paola trở thành bạn của Angelica. Khi nhận ra rằng Augusto đã kết hôn hạnh phúc, Paola từ bỏ hy vọng kết hôn với anh.
Gumercindo tiếp cận Francesco với một đề xuất kinh doanh. Tại thời điểm này, Matteo đã kết hôn với Rosana, người mà anh ta đang mong đợi một đứa con trai, và Giuliana có một cô con gái, Annie, với Marco. Nhưng khi những ham muốn thực sự của con trai Giuliana và Matteo không được khám phá, cuộc hôn nhân của Francesco và Janet tan vỡ, và Giuliana cũng tách khỏi Marco.
Nhưng để cả hai sống tình yêu tuyệt vời này, bỏ lại quá khứ phía sau, và điều đó bao gồm hai viên đá trên con đường mà cặp đôi sẽ phải vượt qua: Rosana kinh tởm và Mark Antony bình thường. Câu chuyện kết thúc với việc Giuliana kết hôn với Matteo và họ mong đợi có một đứa con chung, và Matteo nhận nuôi Annie.
Các vấn đề đạo đức phát sinh tạo ra cuộc tranh luận hiệu quả cho khán giả truyền hình. Không có câu trả lời đơn giản vì không có nhân vật hay vấn đề nào đúng hay sai, đen hay trắng. Các vấn đề và tính chất có màu xám và sẽ khiến người xem thay đổi suy nghĩ trong suốt cốt truyện.

## Ê-kíp
- Phục trang: Yurika Yamasaki
- Kỹ xảo hình ảnh: Paula Souto

| Diễn viên              | Thủ vai                          |
| ---------------------- | -------------------------------- |
| Ana Paula Arósio       | Giuliana Splendore               |
| Thiago Lacerda         | Matteo Battistella               |
| Raul Cortez            | Francesco Magliano               |
| Maria Fernanda Cândido | Paola                            |
| Antônio Fagundes       | Gumercindo Telles de Aranha      |
| Débora Duarte          | Maria do Socorro Teles de Aranha |
| Ângela Vieira          | Janete Magliano                  |
| Marcello Antony        | Marco Antônio                    |
| Carolina Kasting       | Rosana                           |
| Antônio Calloni        | Bartolo Migliavacca              |
| Paloma Duarte          | Angélica                         |
| Gabriel Braga Nunes    | Augusto Marcondes                |
| Lu Grimaldi            | Leonora                          |
| Cláudia Raia           | Hortênsia                        |
| Odilon Wagner          | Altino Marcondes                 |
| Elias Gleizer          | Padre Olavo                      |
| Raymundo de Souza      | Renato                           |
| Roberto Bomfim         | Agente Justino                   |
| Jackson Antunes        | Antenor                          |
| José Dumont            | Batista                          |
| André Luiz Miranda     | Júlio Francisco Santana (Tiziu)  |
| Débora Olivieri        | Inês                             |
| Danton Mello           | Bruno                            |
| Tânia Bondezan         | Mariana                          |
| Gésio Amadeu           | Damião                           |
| Mário César Camargo    | Anacleto                         |
| Adriana Lessa          | Naná                             |
| Fernanda Muniz         | Luísa                            |
| Adhenor de Souza       | Juvenal                          |
| Sônia Zagury           | Antônia                          |
| Fábio Dias             | Amadeo                           |
| Paulo de Almeida       | Toninho                          |
| Bianca Castanho        | Florinda                         |
| Guilherme Bernard      | José Alceu                       |
| Juan Alba              | Josué                            |
| Tarciana Saad          | Matilde                          |
| Lolita Rodrigues       | Dolores                          |